# (33972) 2000 NO15
2000 NO15 (asteroide 33972) é um asteroide da cintura principal. Possui uma excentricidade de 0.17717260 e uma inclinação de 5.13744º.
Este asteroide foi descoberto no dia 5 de julho de 2000 por LONEOS em Anderson Mesa.